# Bronica GS-1
La Bronica GS-1 és una càmera de format mitjà fabricada per Bronica el 1983, fa servir pel·lícula de 120 per crear negatius de 6 x 7 cm (56 x 67mm).
Aquest sistema va sortir al mercat el 1983, el 1997 es va produir l'últim objectiu compatible amb aquesta càmera i el 2002 Tamron va anunciar que discontinuava el sistema. Al ser càmeres modulars, el visor, l'objectiu i el xassís són intercanviables i es poden fer servir diferents depenent de la necessitat.
La muntura que utilitza, anomenada Bronica GS, té una distància de brida de 85mm. Les càmeres amb aquesta muntura compten amb un factor de multiplicació d'aproximadament 0,495. Relació entre la diagonal del marc de referència (format de 35 mm) i la diagonal del negatiu usat pel sistema Bronica GS: {\displaystyle {\dfrac {\sqrt {(24mm)^{2}+(36mm)^{2}}}{\sqrt {(56mm)^{2}+(67mm)^{2}}}}\approx 0.495}

## Característiques
Aquest model incorpora exposició automàtica amb prioritat a l'obertura. Totes les lents Zenzanon consten d'un obturador de fulles, el qual es controla mitjançant un senyal digital de la càmera i se sincronitza a totes les velocitats d'obturació des de 16 fins a 1/500 seg., amb un flaix electrònic. Això vol dir que és possible disparar el flaix a totes les velocitats d'obturació i que, per tant, no hi ha limitacions en l'ús del flaix a altes velocitats.
La Bronica GS-1 també pot realitzar dobles exposicions. A més permet intercanviar el xassís de pel·lícula per obtenir negatius d'altres mides (6x6 o 6x4,5), i es poden intercanviar les pantalles d'enfocament del visor, per així fer que la visió coincideixi amb el format de negatiu i l'objectiu utilitzat.

## Objectius
Les òptiques d'aquest sistema, anomenades PG, van des de 50 fins a 500mm i van ser dissenyades específicament per aquesta càmera, utilitzant un disseny òptic assistit per ordinador i un recobriment múltiple. Incorporant l'obturador electrònic compacte Seiko #0, la càmera es va fer més petita i es va poder millorar el rendiment òptic. El cos de la GS-1 és més ample que la SQ-A (6x6), a causa del format de pel·lícula més gran, però la profunditat i l'alçada són aproximadament les mateixes. Però comparades amb altres càmeres 6x7 tenen una mida força més petita.

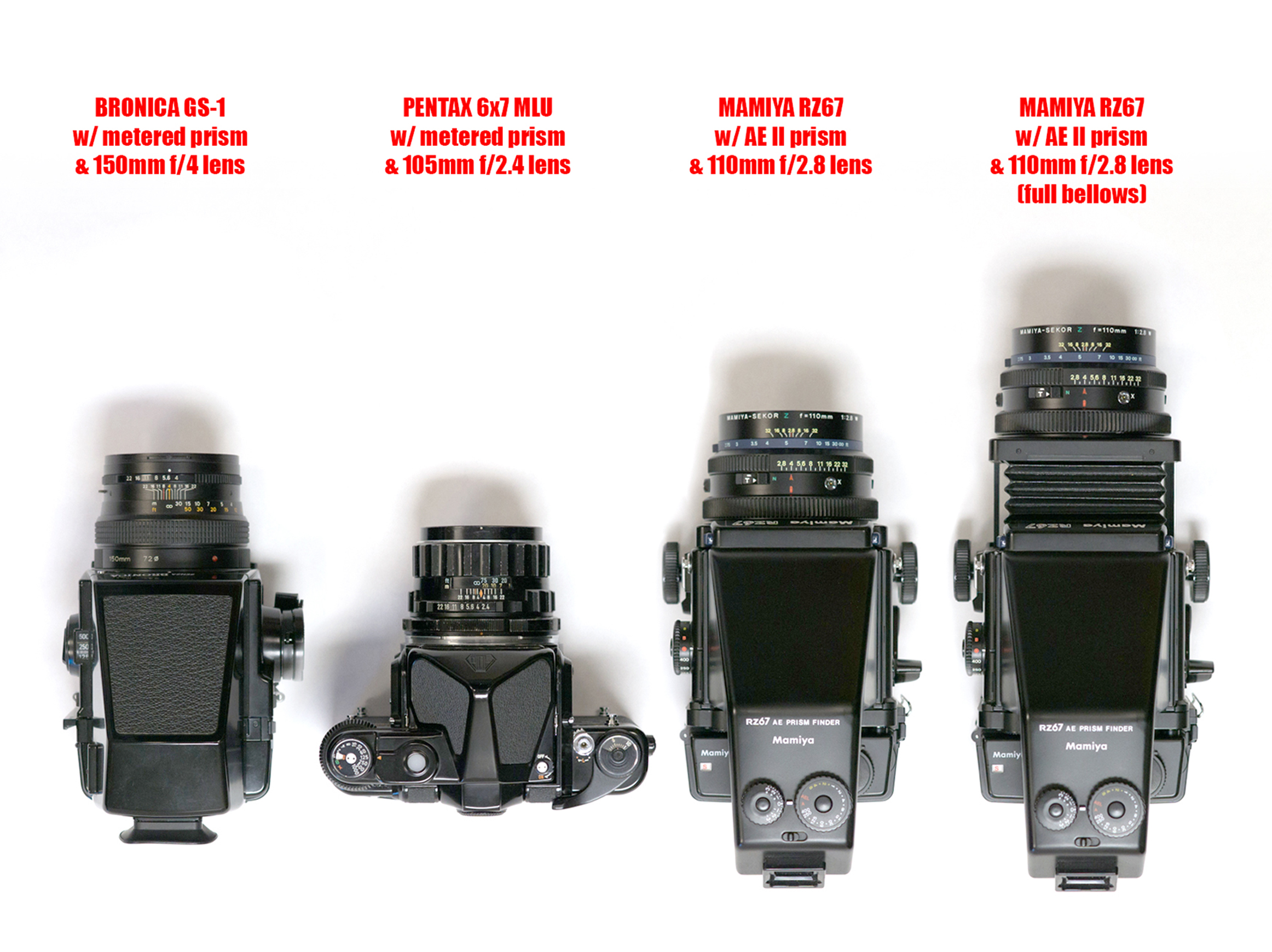
Diferències de mida entre càmeres 6x7

Els objectius tenen distàncies d'enfocament properes o millors que les de Hasselblad o Pentax 6x7, però normalment amb obertures més petites, ja que per exemple cap arriba a f/2.8. Les distàncies d'enfocament, però són inferiors a les càmeres amb sistema d'enfocament amb manxa, com la Mamiya RZ67. Per això també existeixen els tubs d'extensió de 18 i 36 mm. Per exemple el 110 mm macro amb el tub d'extensió de 36 mm arriba a una ampliació macro 1:1.
| Distància focal | Obertura | Any  | Distància mínima d'enfocament | Diametre de filtre |
| --------------- | -------- | ---- | ----------------------------- | ------------------ |
| 50mm            | 4.5      | 1983 | 0,50m                         | 95mm               |
| 65mm            | 4.0      | 1983 | 0,60m                         | 72mm               |
| 80mm            | 3.5      | 1997 | 0,55m                         | 72mm               |
| 100mm           | 3.5      | 1983 | 0,75m                         | 72mm               |
| 110mm           | 4.0      | 1984 | 0,66m                         | 72mm               |
| 150mm           | 4.0      | 1983 | 1,50m                         | 72mm               |
| 200mm           | 4.5      | 1984 | 2,00m                         | 82mm               |
| 250mm           | 5.6      | 1983 | 3,00m                         | 82mm               |
| 500mm           | 8.0      | 1983 | 8,00m                         | 122mm              |

### Extensors
A part d'aquestes òptiques, Bronica també incloïa en el seu catàleg dos extensors de distància focal, el G 1,4x i el G 2x. Aquests, multipliquen la focal de l'objectiu per 1,4 o 2, perdent un pas de llum o dos passos, respectivament.
Es recomana utilitzar els extensors amb les òptiques de 100 a 500mm, però es pot utilitzar amb les lents més curtes, amb el desavantatge que hi haurà una degradació òptica la qual apareixerà a la imatge.

## Sistema
A part dels objectius intercanviables, es poden intercanviar els següents accessoris.
| Visor - Visor de cintura - Visor prisma - Visor prisma AE - Visor prisma rotatori AE - Adaptador per a prisma de diòptries - 4,5 a +2,5 - Adaptador per a visor cintura de diòptries - 4,5 a +2,5 Pel·lícula - Xassís GS 120 6x7 - Xassís GS 220 6x7 - Xassís GS 120 6x6 - Xassís GS 220 6x6 - Xassís GS 120 6x4,5 - Xassís GS 220 6x4,5 - Xassís GS 135 24x36* - Xassís GS 135 24x69* - Xassís Polaroid - Diapositiva fosca G - Diapositiva fosca Polaroid Flaix - Speedlight G-1 | Pantalles d'enfocament - Microprisma / imatge dividida (estàndard) - Microprisma / imatge dividida (6x6 o 6x4,5) - Imatge dividida - Microprisma - Quadrícula - Mate - Mate per 6x6 i 6x4,5 Cos - Empunyadura de velocitat - Empunyadura universal - Paquet de bateria externa - Cable disparador electromagnètic Per objectius - Anella de trípode giratoria - Manxa automàtica - Tubs d'extensió de 18 i 36 mm - Filtres d'aproximació de +1 i +2 - Para-sol professional |

* A diferència d'altres Bronicas, la GS-1 mai va tenir un xassís per a pel·lícules de 35 mm, tot i que es van anunciar els dos esmentats al llistat. La part posterior de 6x7 és horitzontal i la part posterior de 645 és vertical tret que la càmera es giri.
El camp de visió per a tots els visors és del 94%, el visor de cintura té una lupa d'augment de 4,3x i els visors de prisma tenen una ampliació de 0,87x. L'ús d'un cercador AE en mode de prioritat d'obertura permet que la càmera estableixi l'obturador.
Quan s'utilitza la manxa o els tubs d'extensió i un visor AE se segueix mantinguen la possibilitat d'exposició automàtica amb prioritat a l'obertura.

## Flaix
Usant el flaix Speedlight G-1 i una empunyadura de velocitat accionada manualment permet mesurar el flaix TTL juntament amb el prisma AE. Això va convertir la GS-1 en la primera càmera de format mitjà amb capacitat de flaix TTL, el 1984 van arribar al mercat la Hasselblad 500 ELX i la Rolleiflex 6006 que també tenen aquesta funció. També va ser l'única càmera de 6x7 amb flaix TTL fins a la introducció de la Pentax 67II el 1998.